# 5998 Sitenský
Az 5998 Sitenský (ideiglenes jelöléssel 1986 RK1) a Naprendszer kisbolygóövében található aszteroida. Antonín Mrkos fedezte fel 1986. szeptember 2-án.